# 皮爾庫山
13°29′50″S 71°52′50″W / 13.49722°S 71.88056°W

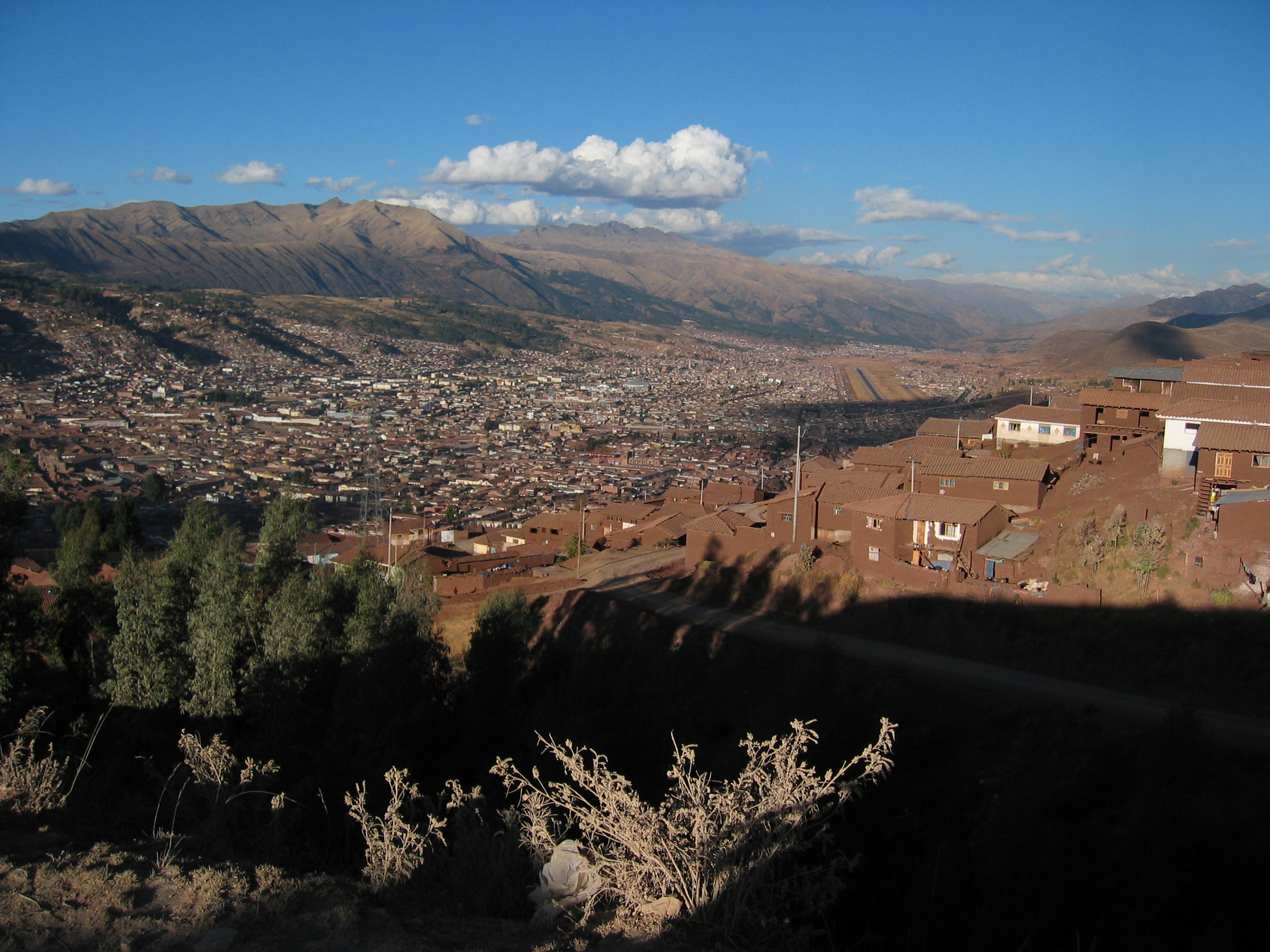

皮爾庫山（Pillku Urqu），是秘魯的山峰，位於該國南部，由塔賴區和聖赫羅尼莫區負責管轄，屬於安地斯山脈的一部分，海拔高度4,448米。